# Cima di Biasca
Cima di Biasca är en bergstopp i Schweiz.   Den ligger i distriktet Riviera och kantonen Ticino, i den sydöstra delen av landet, 140 km sydost om huvudstaden Bern. Toppen på Cima di Biasca är 2 574 meter över havet, eller 160 meter över den omgivande terrängen. Bredden vid basen är 2,2 km.
Terrängen runt Cima di Biasca är huvudsakligen mycket bergig. Närmaste större samhälle är Biasca, 4,3 km väster om Cima di Biasca. 
I omgivningarna runt Cima di Biasca växer i huvudsak blandskog. Runt Cima di Biasca är det ganska tätbefolkat, med 124 invånare per kvadratkilometer.